# Werbena ogrodowa

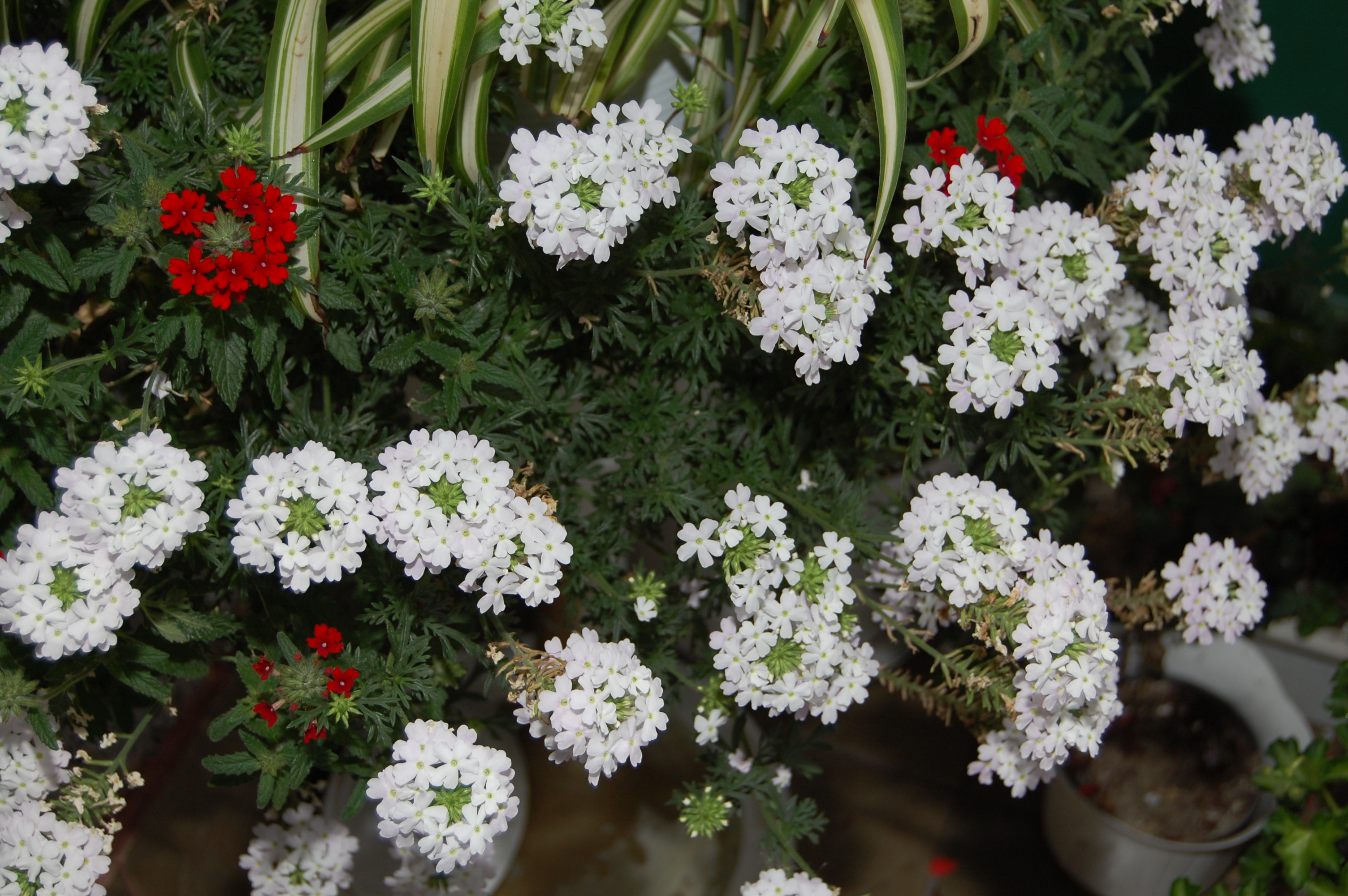
Werbena ogrodowa o białych i czerwonych kwiatach

Werbena ogrodowa (Verbena hybrida) – gatunek rośliny należący do rodziny werbenowatych. Pochodzenie nieznane. Występuje tylko w uprawie.

## Nazewnictwo
Gatunek ten znany jest też pod nazwą Verbena ×hybrida hort. ex Groenl. & Rümpler. Według nowszych ujęć taksonomicznych jest to Glandularia ×hybrida (hort. ex Groenl. & Rümpler) G. L. Nesom & Pruski Brittonia 44:495. 1992. 

## Morfologia i biologia
RozwójJest to bylina, w Polsce ze względu na klimat jest uprawiana jako roślina jednoroczna.
PokrójZwarty, roślina silnie rozkrzewiona.
KwiatyPachnące, zebrane w gęste grona. Kolor kwiatów  w różnych odcieniach od białego poprzez różowy i czerwony do fioletowego. Kwitnie bardzo obficie i długo – od czerwca do października.

## Zastosowanie i uprawa
Roślina ozdobna stosowana na kobierce kwiatowe, rabaty, obwódki, kwietniki i kwiat cięty. Często uprawiana w doniczkach i skrzynkach. Wysiew w lutym – marcu do ciepłego inspektu. Na miejsce stałe wysadza się w maju. Nie należy silnie nawozić, gdyż wówczas zamiast licznych kwiatów wytwarza liczne liście. Ogrodowe odmiany werbeny dzielą się 2 grupy: o wzniesionych łodygach (wysokość 20–30 cm) oraz o długich, zwisających pędach (długość 40–50 cm). Odmiany o wzniesionych łodygach zazwyczaj sadzi się jako rośliny obwódkowe, np. na rabatkach. Zwisające odmiany świetnie prezentują się w skrzynkach balkonowych, misach.